# Wenn das Fest beginnt …
Wenn das Fest beginnt … ist ein französischer Historienfilm von Bertrand Tavernier aus dem Jahr 1975. Er behandelt die Pontcallec-Verschwörung.

## Handlung
Frankreich im Jahr 1719: Das Land wird vom liberalen Philippe d’Orléans regiert, der den noch unmündigen Thronfolger Ludwig XV. vertritt. Philippe hat bereits einige Thronfolger sterben sehen und weiß, dass er inzwischen selbst ein alter Mann geworden ist. Er verbringt seine Zeit gerne im Bordell und organisiert Feste, zu denen die Gäste verkleidet erscheinen, und die stets in Orgien ausarten. Zu seinen Vertrauten gehört Guillaume Dubois, ein Geistlicher zweifelhaften Rufs, der trotz aufbrausendem Temperament und einer gewissen Verachtung Gottes gerne Erzbischof werden würde.
Abseits des Hofes herrscht vor allem in der Bretagne Hungersnot. Der Kleinadlige Marquis de Pontcallec plant den Aufstand gegen den Monarchen und will die Republik Bretagne ausrufen lassen. Obwohl Philippe eher von ihm amüsiert ist, lässt er ihn verhaften und als Zwangsarbeiter nach Louisiana bringen. Pontcallec gelingt die Flucht zurück in die Bretagne, was vor allem Dubois gefällt. Der schmiedet ein Bündnis mit den Engländern gegen Spanien, was ihm den Erzbischofsposten verschaffen soll. Pontcallec wiederum wird von den Spaniern bei seinem Aufstand unterstützt. Die Spanier wissen nicht, dass Pontcallec keine Hundertschaften hinter sich hat, sondern nur eine Handvoll Kämpfer.
Philippe hat sich eine neue Geliebte auserkoren: Seine 14-jährige Patentochter Séverine soll aus dem Kloster kommen und in eines seiner Schlösser ziehen. Dubois wiederum betreibt die Verfolgung Pontcallecs weiter und lässt ihn festnehmen. Er soll wegen Hochverrats hingerichtet werden. Philippe ist dagegen, da die Strafe in keiner Weise mit dem Verbrechen zu erklären ist, doch erpresst Dubois ihn, bei einer Verzögerung der Hinrichtung sein Amt als Geistlicher aufzugeben. Philippe unterschreibt den Exekutionsbefehl. Als sein naher Verwandter, der Graf de Horn, wenig später wegen Mordes angeklagt wird, setzt Philippe gegen den Hochadel auch dessen Hinrichtung durch das Rad durch. Nach Pontcallecs Exekution erfährt Philippe, dass Dubois ihm zahlreiche Briefe vorenthalten hat, in denen Séverine um die Begnadigung Pontcallecs bat. Nach seiner Hinrichtung hat sie sich nun entschlossen, nicht zu Philippe zu kommen, sondern Nonne zu werden.
Philippe fühlt sich schlecht und glaubt, er sei schwer erkrankt, was die Amputation seiner linken Hand nötig zu machen scheint. Er will, dass Dubois sie durchführt, den er inzwischen offen verachtet und dem er vorwirft, gerne Blut zu sehen. Auf dem Weg zum Mediziner Chirac überfährt die Kutsche ein Bauernkind. Philippe ist erschüttert, gibt dessen großer Schwester Geld und lädt sie ins Schloss ein. Als Philippe und Dubois in einer anderen Kutsche weitergefahren sind, setzt die Bäuerin mit anderen Bauern hasserfüllt die Kutsche in Brand.

## Produktion

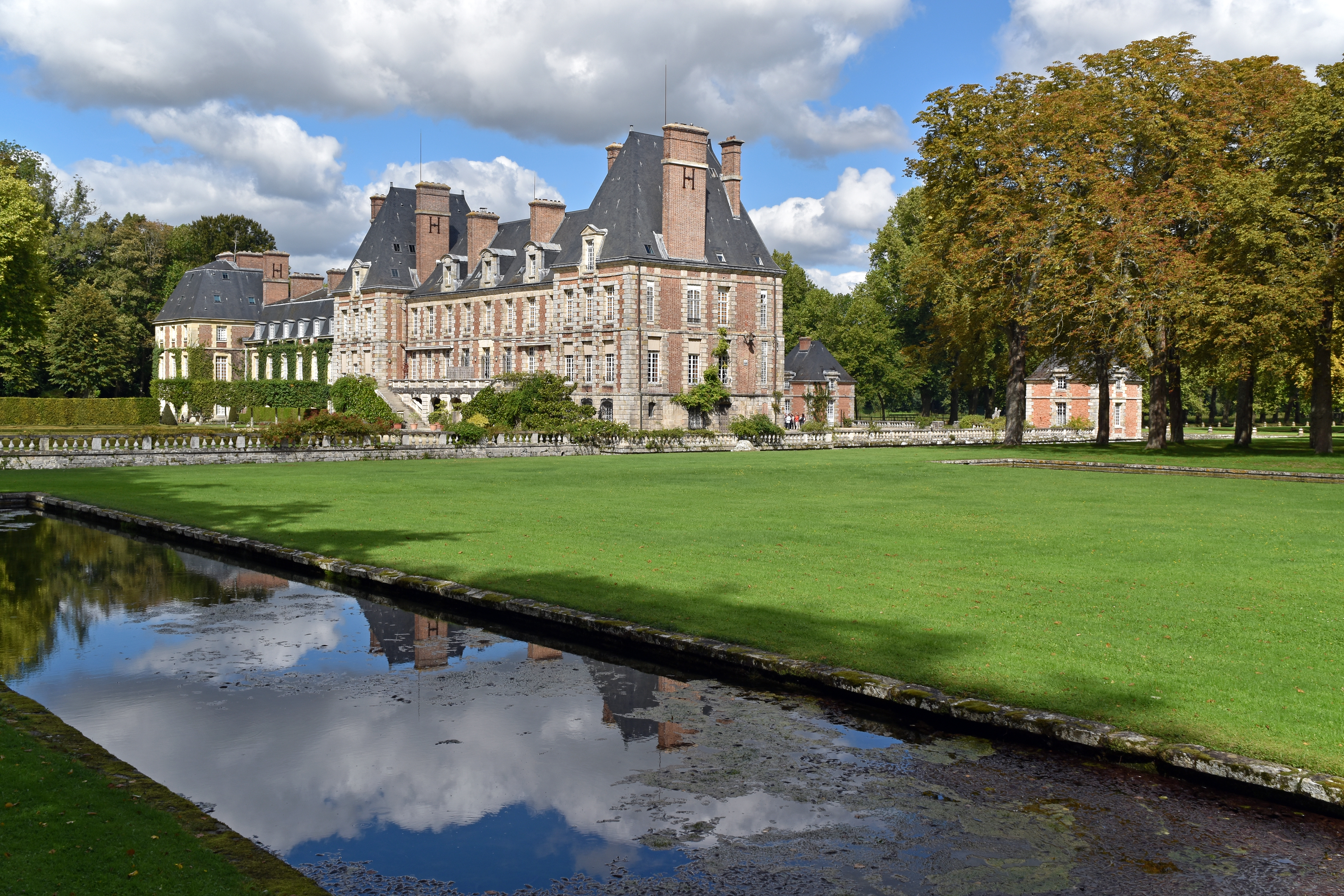
Schloss Courances, ein Drehort des Films

Wenn das Fest beginnt … war der zweite Spielfilm, bei dem Bertrand Tavernier vollständig Regie führte. Zudem verfasste er gemeinsam mit Jean Aurenche das Drehbuch. Basis waren dabei unter anderem die Bücher Une fille du Régent von Alexandre Dumas aus dem Jahr 1845 und die Mémoires von Louis de Rouvroy, duc de Saint-Simon, die 1830 veröffentlicht wurden.
Tavernier besetzte nach seinem Regiedebüt Der Uhrmacher von St. Paul erneut Philippe Noiret und Jean Rochefort in den Hauptrollen; der Film gilt zudem als erster in einer Reihe von Werken, in denen sich Tavernier mit „Zwischenphasen“ französischer Geschichte beschäftigte, historischen „Leerstellen“, die üblicherweise selten dargestellt werden (spätere Werke waren unter anderem Der Richter und der Mörder und Die Passion der Beatrice).
Der Film wurde ab 16. September 1974 unter anderem in und am Schloss Courances, Schloss Champs-sur-Marne, Schloss Aunoy, Schloss Ardenai, Schloss Guermantes, Schloss Champs-sur-Marne, Schloss Vaux-le-Vicomte und Schloss Kérouzéré gedreht. Weitere Drehorte waren die Abtei Fontevrault, die Kapelle Beaufort-en-Vallée, Le Mans, Fleury-en-Bière und Kerfons sowie das nahe Kerfons gelegene Schloss Tonquedec. Die Kostüme schuf Jacqueline Moreau, die Filmbauten stammen von Pierre Guffroy.
Für die Filmmusik von Wenn das Fest beginnt … wurde überwiegend Musik von Philippe d’Orléans verwendet, darunter das Air du Régent sowie das Stück O Douleur! aus der Oper Penthée. Zu hören ist zudem das traditionelle Gwerz Marv Pont Kallec, gesungen von Gilles Servat und arrangiert von Antoine Duhamel.
Der Film kam am 26. März 1975 in die französischen Kinos.

## Synchronisation
| Rolle                 | Darsteller           | Synchronsprecher |
| --------------------- | -------------------- | ---------------- |
| Philippe d’Orléans    | Philippe Noiret      | Lambert Hamel    |
| Guillaume Dubois      | Jean Rochefort       | Fred Maire       |
| Marquis de Pontcallec | Jean-Pierre Marielle | Klaus Guth       |
| Marschall de Villeroy | Alfred Adam          | Thomas Reiner    |
| Pater Gratellard      | Jacques Hilling      | Herbert Weicker  |

## Auszeichnungen
Das Syndicat Français de la Critique de Cinéma zeichnete Wenn das Fest beginnt … 1976 als Besten Film aus. Bei der ersten Verleihung der Césars 1976 war Wenn das Fest beginnt … der erfolgreichste Film: Er gewann den Preis in den Kategorien Beste Regie, Bester Nebendarsteller (Jean Rochefort), Bestes Drehbuch und Bestes Szenenbild und war zudem in den Kategorien Bester Film, Beste Nebendarstellerin (Christine Pascal) und Beste Filmmusik (Philippe d’Orléans, Antoine Duhamel) für weitere Césars nominiert.

## Kritik
„Eine bitter-böse Komödie über ein weniger bekanntes Kapitel der französischen Geschichte. Mit lustvoll chargierenden Schauspielern klagt der Film die Verdorbenheit der Mächtigen, ihre bornierte antiklerikale Haltung sowie die Dekadenz des Adels am Vorabend der Revolution an.“